# Leucania moorei
Leucania moorei là một loài bướm đêm trong họ Noctuidae.